# Zhenba
Zhenba  (镇巴县,  Zhènbā Xiàn) ist ein Kreis der bezirksfreien Stadt Hanzhong in der chinesischen Provinz Shaanxi. Die Fläche beträgt 3.403 Quadratkilometer und die Einwohnerzahl 210.871 (Stand: Zensus 2020). 1999 zählte Zhenba 269.443 Einwohner.